# Robert Mädl
Robert Mädl (* 13. November 1939 in Neusiedl am See; † 30. Juni 2011) war ein österreichischer Bankmanager, der von 1985 bis 1999 als Generaldirektor der Österreichischen Volksbanken-Aktiengesellschaft (ÖVAG) tätig war.

## Ausbildung
Nach Ablegung der Reifeprüfung am Realgymnasium Wien Strebersdorf absolvierte er eine theoretische und praktische Ausbildung als Bankkaufmann im Sparkassensektor, bevor er am 1. August 1976 zunächst als Prüfer in den Österreichischen Genossenschaftsverband eintrat und dort bald Managementagenden in der Volksbank Gruppe übernahm. 

## Berufliches Wirken
1976 wechselte er zur Volksbank Baden als Geschäftsführer und übernahm 1979 den Vorsitz in der Geschäftsleitung. Während seiner Tätigkeit wurde die Volksbank Baden durch regionale Zusammenschlüsse zur größten Volksbank in Niederösterreich. 
Im Volksbankenverbund wurde er zunächst Mitglied des Verbandsausschusses und 1984 Vizepräsident des Österreichischen Genossenschaftsverbandes. 
Seine Bestellung zum Generaldirektor der Österreichischen Volksbanken-Aktiengesellschaft erfolgte am 7. November 1985. Unter seiner Führung wurde die ÖVAG vom reinen Spitzeninstitut des Volksbankensektors zu einem Zentralinstitut mit Kommerbankfunktion umgestaltet. 
Bereits kurz nach der Ostöffnung wurde zu Beginn der 1990er-Jahre im Team mit seinem späteren Nachfolger Klaus Thalhammer das Engagement in Osteuropa begonnen und eine Kooperation mit der DZ-Bank eingegangen. 
Von 1994 bis 2002 war er auch Aufsichtsratspräsident der Allgemeinen Bausparkasse.
Am 1. Mai 1999 ging Mädl in Pension. Er verstarb nach schwerer Krankheit.

## Öffentliche Funktionen
In der Wirtschaftskammer Niederösterreich war Generaldirektor Mädl Sektionsobmann Geld-, Kredit- und Versicherungswesen und in der Wirtschaftskammer Österreich war er Mitglied der Bundessektion der Wirtschaftskammer Österreich.

## Auszeichnungen
- Großes Ehrenzeichen in Gold des Österreichischen Genossenschaftsverbandes
- Verleihung des Titels Kommerzialrat
- Großes Silbernes Ehrenzeichen für Verdienste um die Republik Österreich
- Silbernes Komturkreuz für Verdienste um das Bundesland Niederösterreich

## Quelle
- Presseaussendung